# Histoire du Rwanda
Cet article concerne l'histoire générale du Rwanda. Pour le génocide, voir Génocide au Rwanda.

Position du Rwanda en Afrique de l'Est

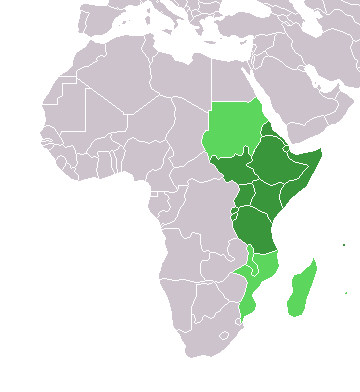
Afrique de l'Est

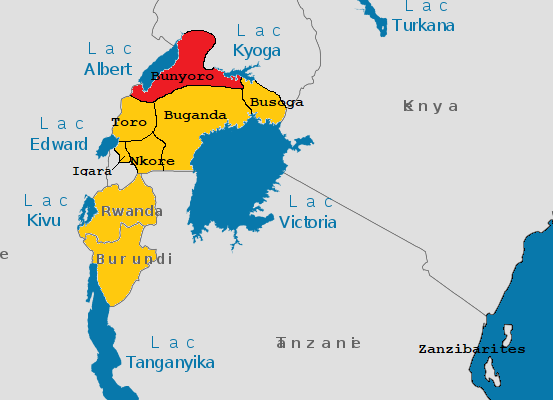
Royaumes régionaux vers 1850

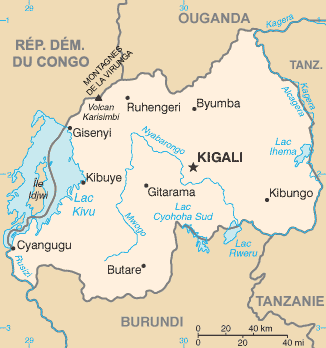
Rwanda contemporain

Cet article présente les faits saillants de l'histoire du Rwanda, pays enclavé d'Afrique de l'Est.

## Époque précoloniale

### Préhistoire
Les premiers signes de présence humaine au Rwanda datent de -1000 (3000 ans AP). Des archéologues ont découvert les traces d'une civilisation maîtrisant le fer et la poterie, à la manière du site d'Urewe (Kenya) : archéologie du Rwanda (en).
- Préhistoire de l'Afrique de l'Est (en)

### Protohistoire
Les Twa de la région des Grands Lacs sont parmi les plus anciens habitants connus, chasseurs-cueilleurs semi-nomades.
Au moins à partir du XIe siècle de notre ère, les Twa subissent la domination de peuples agriculteurs et éleveurs, Hutus, puis Tutsis au XVe.
- Population de l'Afrique des Grands Lacs

### Royaume du Rwanda (1300c-1961)
En 1091, le Rwanda commence à se transformer en une véritable nation sous Gihanga, le premier roi du Rwanda. (Banyarwanda).[source insuffisante]. Le Rwanda devient un royaume à la tête duquel 25 rois se succèdent entre 1081 et la colonisation.
Gouverné par le clan Tutsi Nyiginya, le royaume du Rwanda devient le royaume dominant à partir du milieu du XVIIIe siècle. Il s'étend par un processus de conquête et d'assimilation et atteint son apogée sous le règne du roi Kigeli Rwabugiri (1853–1895). Rwabugiri étend le royaume à l'ouest et au nord, et lance des réformes administratives qui créent un fossé entre les populations hutu et tutsi. Celles-ci comprennent uburetwa, un système de travail forcé que les Hutus doivent accomplir pour retrouver l'accès aux terres qui leur avaient été confisquées, et ubuhake, en vertu duquel les patrons tutsis cèdent du bétail à des clients hutus ou tutsis en échange de services économiques et personnels,.

## Époque coloniale (1885-1959)
Lors de la colonisation, les ethnologues européens et les Missionnaires d'Afrique (Pères blancs) de l'Église catholique contribuent à diffuser une histoire du Rwanda, fortement discutable. Les premiers habitants auraient été des Pygmées, certainement des ancêtres des Twa actuels.
Pour les Pères Blancs, le Rwanda était divisé, jusqu'à l'arrivée des premiers colons, en quatre groupes :
- les chefs des milices, des Hutu ;
- les chefs de sol, principalement des Hutu ;
- les chefs de pâturages, des Tutsi ;
- les chefs des armées, également des Tutsi.

Cette conception ethniste est aujourd'hui remise en cause au profit de la conception socio-professionnelle. L'ensemble de la population partage la même langue, la même religion et la même culture, critères employés habituellement pour définir l'ethnie. Les catégories hutu (agriculteurs), tutsi (propriétaires de troupeaux), twa (ouvriers et artisans) n'étaient pas figées et il était fréquent de passer d'une classe à l'autre selon les mariages ou la richesse. En kinyarwanda, kwihutura signifie à la fois devenir tutsi et s'enrichir.
Les premiers Européens qui évoquent le Rwanda dans leurs récits indirects sont Richard Francis Burton (1821-1890) et John Hanning Speke (1827-1864), au milieu du XIXe siècle. Le pays est également évoqué en 1885 lors de la conférence de Berlin par Henry Morton Stanley (1841-1904), lors du partage de l'Afrique. En 1890, le traité Heligoland-Zanzibar entre le Royaume-Uni et l'empire allemand laisse à ce dernier les mains libres pour se créer un domaine colonial, l'Afrique orientale allemande, essentiellement sur le Tanganyika, voisin du Rwanda et du Burundi.
Après la brève incursion de quatre jours en 1892 d'un explorateur autrichien, le comte allemand Gustav Adolf von Götzen (1866-1910) entre officiellement au Rwanda à la tête d'une troupe de 620 soldats en 1894. Le Rwanda est ainsi probablement le dernier pays découvert et colonisé en Afrique par les Européens, sous le règne de Kigeli IV (1853-1895). En 1896, se déroule le coup d'État de Rucunshu, avec l'assassinat de Mibambwe IV (1895-1896), puis l'intronisation de Yuhi V (roi de 1896 à 1931).
En 1916, pendant la Première Guerre mondiale, dans le cadre de la liquidation de l'Empire colonial allemand, les Belges chassent les Allemands du Rwanda ou Ruanda-Urundi, et occupent à leur tour le pays. En 1919, le Traité de Versailles attribue le Rwanda à la Belgique, en 1922 la Belgique instaure un protectorat, qui s'appuie sur la minorité Tutsi, la classe dominante traditionnelle. En 1924, la Société des Nations confie à la Belgique un mandat de tutelle. Le gouvernement colonial s'appuie sur les autorités locales en place, le Mwami Yuhi Musinga et l'aristocratie tutsi.
En 1931, le roi Yuhi Musinga, qui refuse de se faire baptiser, est obligé de partir en exil au Congo belge (actuelle république démocratique du Congo). La Belgique confie le pouvoir à son fils le Mwami Mutara Rudahigwa, converti au catholicisme. La carte d'identité ethnique est instituée.
Les missions catholiques prennent de plus en plus d'importance dans le pays. Elles se chargent de l'éducation sur tout le territoire.
En 1956, Mutara Rudahigwa commence à revendiquer l'indépendance du pays auprès de l'ONU.
Dans les années 1950, la société rwandaise a largement assimilé une idéologie raciale issue de la pensée européenne du XIXe siècle (portée notamment par Arthur de Gobineau, Georges Vacher de Lapouge). L'administration coloniale et les missions catholiques ont largement contribué à la diffusion de celle-ci, s'appuyant notamment sur l'hypothèse hamitique, aujourd'hui réfutée. Durant les années qui précèdent l'indépendance, après avoir longtemps œuvré à mettre en place et justifier la supériorité des Tutsi, l'Église et les politiques changent de discours et encouragent la majorité Hutu à se libérer de son « oppression » ,,.

## Révolution rwandaise et indépendance (1959-1961)
- Révolution rwandaise

Le 25 juillet 1959, Mutara Rudahigwa meurt dans des conditions mystérieuses. Kigeli V Ndahindurwa (1936-2016) est alors placé au pouvoir par les conseillers de Mutara Rudahigwa. Avec le soutien de l'Église, les Hutu refusent cette succession. Ils veulent être intégrés au nouveau gouvernement. Des manifestations dégénèrent en révoltes après la rumeur de l'assassinat d'un homme politique hutu. Les Tutsis étant minoritaires, ils sont pourchassés et massacrés, le pays plonge alors en pleine guerre civile.
En 1960, l'ancien gouvernement de Kigeli Ndahindurwa quitte le pays pour l'Ouganda, ainsi que plus de 200 000 Tutsi.
En septembre 1961, un référendum est organisé et 80 % des votants se prononcent pour la mise en place d'une république. Le parti politique hutu Parmehutu, obtient 78 % des sièges à l'Assemblée nationale du Rwanda. Le 26 octobre, Grégoire Kayibanda devient président de la République du Rwanda.
Le Conseil de tutelle des Nations unies insiste pour que la Belgique accorde l'indépendance au Rwanda. C'est chose faite le 1er juillet 1962.

## Première République (1963)

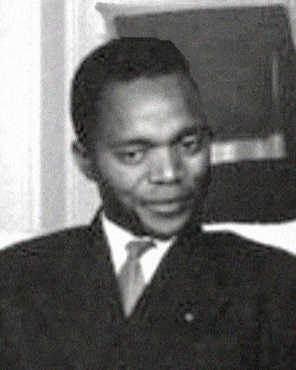
Grégoire Kayibanda

- 1961-1973 : présidences Grégoire Kayibanda (1924-1976)

En décembre 1963, les Tutsis exilés essaient de revenir sur le territoire rwandais par la force : ils échouent. Lors des tentatives de retour par la force des Tutsi exilés, des massacres sont commis contre des Tutsi vivant au Rwanda,. Jusqu'en 1967, environ 20 000 Tutsis sont tués et 300 000 autres prennent le chemin de l'exil,.
Fin 1972 et début 1973, le pouvoir de Grégoire Kayibanda est menacé par des politiciens et des militaires issus du nord du pays qui lui reprochent une faible riposte envers les Tutsi de l'extérieur. Kayibanda tente en vain de créer une unité nationale tout en se voulant ouvert au dialogue avec les Tutsi exilés mais son pouvoir semble fortement affaibli par ses opposants. Les militaires nordistes commencent alors une campagne de diabolisation à son égard et profitent de la peur provoquée dans la population rwandaise par les massacres de Hutu qui ont eu lieu au Burundi voisin en 1972. En juillet 1973, à la suite d'une violente campagne anti-tutsi orchestrée par l'état major de l'armée rwandaise dans les institutions scolaires, une nouvelle vague de Tutsi prend le chemin de l'exil. Le 5 juillet, un coup d'État dirigé par le général major Juvénal Habyarimana, également ministre de la Défense, renverse le président Grégoire Kayibanda qui mourra en détention.

## Seconde République (1973)

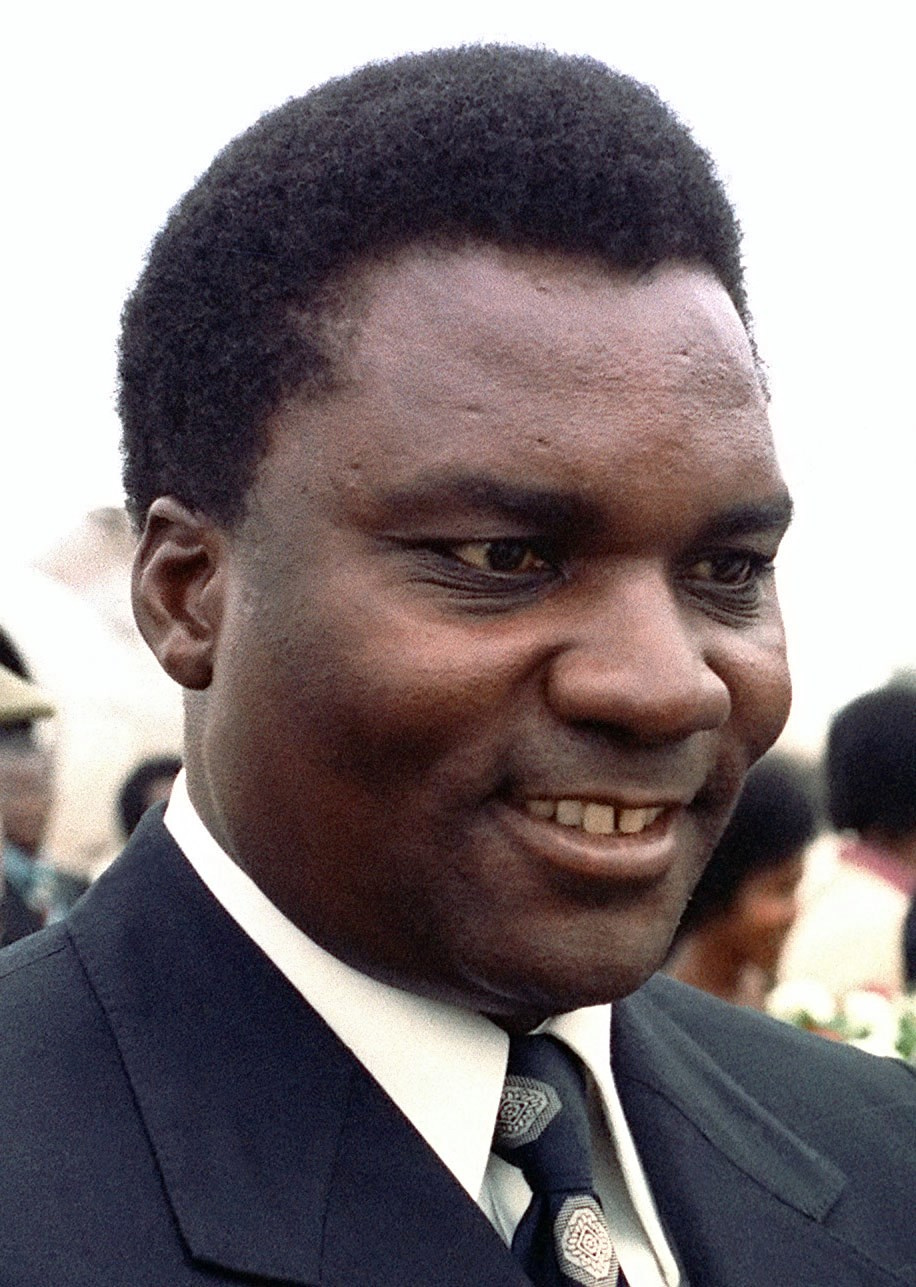
Juvénal Habyarimana

- 1973-1994 : présidences Juvénal Habyarimana (1937-1994)

### Les années de séduction
Après son coup d'État, le nouveau président et chef de l'armée Juvénal Habyarimana pratique une politique de discrimination ethnique en mettant en place un système de quotas. Seulement 10 % des places dans les écoles, les universités et les emplois sont accordés aux Tutsis ,et presque aucun n'accède à un poste de maire ou de préfet. Si quelques-uns réussissent à s'enrichir, comme Valens Kajeguhakwa (1942-) (ami du Général Bizimungu (1952-) qui va devenir membre de l'Akazu), d'autres payent leur succès en subissant emprisonnements arbitraires et confiscation de leurs biens[réf. nécessaire]. Valens Kajeguhakwa finit par subir le même sort avant de s'enfuir rejoindre le FPR avec Pasteur Bizimungu en 1990.
En 1975, Juvénal Habyarimana fonde son parti, le Mouvement révolutionnaire national pour le développement (MRND). En 1978, il change la Constitution et fait adopter un régime à parti unique.
Malgré sa dictature, Juvénal Habyarimana séduit les démocraties occidentales et fait passer son pays pour la « Suisse de l'Afrique ». L'aide internationale au développement arrive. Même les journalistes qui l'avaient critiqué le plus violemment, lui deviennent plutôt favorables dans les années 1980. En 1998, Faustin Twagiramungu, opposant au président Habyarimana, Premier ministre de 1994 à 1995

« a rappelé que, si l’opposition avait dénoncé les crimes du Président Habyarimana, en particulier l’assassinat mystérieux de son prédécesseur et de certains de ses ministres, si elle l’avait mis en cause pour sa façon contestable de gouverner et notamment pour le népotisme qui prévalait dans son entourage, si elle avait dénoncé la constitution d’une armée régionale en lieu et place d’une armée nationale, le manque d’un projet de société répondant aux aspirations des citoyens à vivre ensemble et l’avait régulièrement traité de dictateur, et même de dictateur fatigué, jamais le Président Habyarimana n’avait été accusé d’être l’ennemi des Tutsis. On disait même au contraire que le coup d’État qu’il avait fait les avait favorisés, et qu’en tout état de cause, il leur avait ouvert le secteur privé où ils étaient devenus prospères. »

Les travaux collectifs « umuganda », service civique imposé le samedi, sont utilisés pour stimuler des actions de développement. De nombreux projets de développement, facilités par des jumelages avec des collectivités locales européennes (Belgique, France, Allemagne, Suisse, etc.) soulignent ces bonnes relations entre l'Europe et le Rwanda.
Les Églises sont très actives aussi dans ces projets. Le pape se rend au Rwanda très catholique en septembre 1990.
Cependant la question des réfugiés Tutsi à l'étranger persiste. Environ 600 000 Rwandais (Tutsis ou opposants Hutus) vivent en exil à la fin des années 1980. Des milliers de réfugiés avaient été refoulés d'Ouganda au Rwanda en 1982, puis à nouveau expulsés du Rwanda peu après. En 1986, le gouvernement rwandais annonce que le pays est trop peuplé pour pouvoir accueillir les réfugiés. Ceux-ci revendiquent leur retour, au besoin par la force, et fondent en 1987 le Front patriotique rwandais.
Subissant une pression aussi bien intérieure de la part d'hommes politiques, d'intellectuels ou de journalistes, qu'extérieure de la part de pays bailleurs de fonds exigeant des réformes, Juvénal Habyarimana abandonne le 5 juillet 1990 la présidence de son parti unique et annonce un prochain changement de la Constitution pour donner naissance à une démocratie en autorisant la création de partis politiques. En septembre 1990, quatre journalistes sont jugés pour avoir publié des articles sur la corruption du gouvernement, mais sont acquittés. Une semaine plus tard, Habyarimana nomme les membres de la commission chargée d'étudier la réforme politique. C'est à ce moment que le Front patriotique rwandais décide de lancer une attaque contre le Rwanda depuis l'Ouganda.

### Début de la guerre civile rwandaise (1eroctobre 1990)
L'Armée patriotique rwandaise, branche armée du FPR, lance une attaque depuis l'Ouganda sur le nord du Rwanda le 1er octobre 1990, bénéficiant d'un large appui de l'armée ougandaise – le chef de l'APR, Fred Rwigema est alors le numéro deux de l'armée ougandaise. Cette attaque marque ainsi le début de la guerre civile rwandaise. Le président Habyarimana appelle ses alliés à le soutenir. La France envoie des troupes le 4 octobre 1990 dans le cadre de l'opération Noroît. 500 paras belges opération "Green Beam"  arrivent le lendemain ainsi que des troupes zaïroises. Ces dernières ainsi qu'une partie des troupes francaises sont les seules à être engagées au combat tandis que troupes belges et le restant des troupes françaises sécurisent la capitale où se trouvent la grande majorité des expatriés. Le Président Habyarimana demande lui-même le retrait des militaires d'élites de la Division Spéciale Présidentielles zaïroises, une semaine après leur engagement, car à défaut de s'impliquer dans les combats contre le FPR ils se comportent plutôt en pillards[réf. nécessaire]. Les Belges quittent le Rwanda le 2 novembre 1990 après le rapatriement de leurs ressortissants. Par la suite, l’intervention des troupes françaises dans le cadre de l’opération Noroît a été jugée « à la limite de l’engagement direct » par la Mission parlementaire d’information sur le Rwanda.
La tentative d'invasion du FPR échoue, les Forces armées rwandaises réussissant à contenir l'offensive avec l'appui des forces françaises et zaïroises, et une répression massive fait suite à son attaque. Environ 10 000 personnes sont arrêtées, Tutsis ou opposants au régime, voire commerçants ougandais ou zaïrois. Des massacres de Tutsis sont organisés par les autorités locales dans le nord-ouest du Rwanda selon les règles de la corvée collective, et apparaissent comme un système d’intimidation et de vengeance en réponse à l'attaque du FPR. Mais loin d'unifier la population Hutu autour du régime, la répression conduit l'opposition à se renforcer, des organismes de défense des droits de l'homme se créent. Le 1er novembre 1990, les troupes belges se retirent. Le 9 novembre, est créé à Bruxelles un parti politique en exil, l'Union du peuple rwandais, qui dénonce les assassinats au Rwanda et la corruption du gouvernement. Le 11 novembre 1990, le Président Habyarimana annonce dans un discours à la radio l’instauration du pluripartisme et la tenue d’un référendum constitutionnel pour juin 1991, et annonce la suppression des mentions ethniques sur les cartes d’identité et les documents officiels.
En janvier 1991, le FPR effectue un raid sur Ruhengeri, s'empare de matériel militaire et libère de nombreux prisonniers politiques. En représailles, des massacres organisés par les bourgmestres eurent lieu jusqu'en juin, occasionnant entre 300 et 1 000 morts.
En février 1991, à l'instigation du HCR et de l'OUA, une conférence à Dar es Salam entre le Rwanda et l'Ouganda débouche sur une déclaration commune au terme de laquelle le Gouvernement rwandais s’engage à offrir à chaque réfugié le choix entre une des trois solutions suivantes : le retour au Rwanda, l’intégration par naturalisation dans le pays d’accueil, l’établissement dans le pays d’accueil avec maintien de la nationalité rwandaise. Cependant, pour le gouvernement rwandais, le retour des réfugiés est conditionnée à une aide financière extérieure, or la communauté internationale, davantage préoccupée par les événements de Yougoslavie et la chute de l'Union Soviétique, se désintéresse du Rwanda.

### Démocratisation (1991-1993)
La France conditionne la poursuite de son appui militaire à la démocratisation du pays,. Conjugué à l'affaiblissement du parti présidentiel et à l'opposition croissante, cela accélère le processus de réforme entamé en juillet 1990. Le 10 juin 1991, un amendement constitutionnel légalisant le multipartisme entre en vigueur. Le Mouvement démocratique républicain, principal parti d'opposition, est légitimé et une quinzaine d'autres partis sont fondés dans les mois qui suivent, les plus importants étant le Parti Social-démocrate, le Parti libéral et le Parti démocrate chrétien. Les principaux partis rejettent toute idéologie prêchant l’ethnisme, ou favorisant une région au détriment d'une autre. Ils souhaitent une négociation avec le FPR.
Des manifestations publiques sont menées par les nouveaux partis de l'opposition. Cinquante mille personnes manifestent dans les rues de Kigali en janvier 1992 pour protester contre la formation du nouveau gouvernement, dont les membres sont quasiment tous issus du parti présidentiel. Des manifestations ont aussi lieu dans d'autres villes et dans le sud du pays. Elles demandent un gouvernement de transition pour redistribuer le pouvoir dans le pays. Les fonctions de chef de l'État et de chef de gouvernement sont séparées, un poste de Premier ministre est créé, attribué à un membre du MDR, des opposants sont libérés de prison, les fonctionnaires reçoivent le droit de grève, la séparation entre le MRND, parti présidentiel, et l'État s'étend petit à petit. Le gouvernement de transition sera mis en place le 16 avril 1992.
Les durs du régime créent en mars 1992 la Coalition pour la défense de la République (CDR), hostile aux Tutsis et à toute négociation avec le FPR et en même temps une milice nommée « Impuzamugambi » (ceux qui poursuivent le même but). Les milices Interahamwe, sont aussi créées pendant cette période par le MRND, le parti du président, ainsi que les milices Inkuba pour le MDR, et Abakombozi pour le PSD. Ces milices sont initialement des mouvements de jeunesse animant les meetings politiques, mais elles sont utilisées également pour troubler les meetings des partis adversaires, et la violence prend de l'ampleur. Les attentats se multiplient, sans que leurs auteurs véritables soient vraiment poursuivis, le pouvoir se bornant d'accuser des infiltrés du FPR. En 1992 et 1993, environ 200 personnes trouvent la mort dans les attaques menées par les Interahamwe et d'autres groupements. Les armes se répandent dans la population.
En mars 1992, à la suite de fausses informations diffusées par la seule radio nationale, Radio Rwanda, des massacres de Tutsis sont commis dans le Bugesera au sud-est du Rwanda. Ceux-ci sont organisés par les bourgmestres dans le cadre de l'umuganda (travail traditionnel collectif), avec l'appui des Forces armées rwandaises et des milices Interahamwe, et occasionnent 300 morts. Une résidente italienne, Antonia Locatelli, qui dénonce l'organisation des massacres à Radio France internationale est également assassinée.
Le gouvernement de transition se met en place en avril 1992. Un changement d'orientation de Radio Rwanda est alors mis en œuvre. Le titre de Chef d’état-major de l’armée est rendu incompatible avec les fonctions présidentielles. La ministre de l'Éducation nationale, Agathe Uwilingiyimana, une enseignante du sud du Rwanda et membre du MDR, supprime les quotas qui réservait l'accès de l'enseignement secondaire aux Hutus, essentiellement ici de la région d'origine du Président, le remplace par un système au mérite et impose un contrôle policier de la bonne tenue des examens. Peu après, elle est agressée à son domicile par des hommes armés. Des milliers d'étudiants et de Rwandaises bravent les menaces armées des Interahamwe dans la rue, se regroupant dans une manifestation par solidarité avec Agathe Uwilingiyimana à la fin de l'été 1992,.
Les partis d'opposition remportent les élections. Le président Habyarimana perd progressivement une grande partie de ses pouvoirs (dans une situation assez comparable avec celle de la cohabitation en France), en même temps qu'il doit faire face au durcissement de ses partisans les plus extrémistes.
En avril 1992, le MDR, le PL et le PSD contraignent le Président Habyarimana à négocier avec le FPR, mais Habyarimana lance une offensive pour être en position de force. Cette offensive est un échec et les Forces armées rwandaises doivent se replier, entraînant avec elles 350 000 civils. En juillet et août 1992, un accord de cessez-le-feu est signé à Arusha. C'est le premier pas vers les futurs Accords d'Arusha. Un premier protocole est signé le 18 août stipulant que les deux parties acceptent les principes fondamentaux de la démocratie, dont l’égalité devant la loi, le multipartisme, le Gouvernement électif, la garantie des droits fondamentaux de la personne, la fin de l’ethnisme. Le droit au retour des réfugiés est reconnu. En octobre 1992 est signé un deuxième accord prévoyant la constitution d'un gouvernement à base élargie, la répartition des portefeuilles ministériels étant définies par l'accord du 9 janvier 1993. Cependant une opposition à ces accords, de plus en plus violente et organisée se manifeste parmi les idéologues hutus, les fonctionnaires et les militaires au service du régime et les dignitaires de celui-ci.

### Accords d'Arusha, et nouvelle offensive du FPR (1993)
La signature en janvier 1993 d'un protocole dans le cadre des accords d'Arusha prévoit la formation d'un gouvernement à base élargie, mais la répartition des portefeuilles est définie a priori et non à partir d'élections. Le FPR se voit accorder cinq postes ministériels, tous pris sur le quota du MRND, le parti présidentiel. Cette disposition suscite la colère des partisans du MRND qui manifestent violemment pendant tout le mois de janvier 1993. Selon le premier ministre, Dismas Nsengiyaremye, « avec la caution des autorités locales, le MRND organisa des manifestations violentes à travers tout le pays du 20 au 22 janvier 1993 et proclama son intention de paralyser toutes les activités. Les partis d’opposition ne se laissèrent pas intimider et organisèrent des contre-manifestations qui neutralisèrent les activistes du MRND et de ses satellites, dans les préfectures de Byumba, Kibungo, Kigali-ville, Kigali rural, Gitarama, Butare, Gikongoro, Cyangugu et Kibuye (sauf commune Rutsiro). Dans les préfectures de Gisenyi, Ruhengeri, Kigali rural (zones de Bumbogo et de Buliza), Byumba (commune Tumba) et Kibuye (commune Rutsiro), ces manifestations se transformèrent rapidement en émeutes et les prétendants manifestants se mirent à tuer les Tutsis et des membres des partis d’opposition. Il y eut environ 400 morts et 20 000 personnes déplacées ».
À la suite de ces massacres, le FPR suspend les négociations. Il rompt le cessez-le-feu le 8 février 1993 et lance une offensive et provoque le déplacement de personnes, fuyant les tueries,. La France annonce un renforcement de l'opération Noroît. Le 20 février 1993, le FPR proclame un cessez-le-feu unilatéral. À la suite de nouvelles négociations, le FPR accepte de reculer sur les positions qu'il occupait avant le 8 février, laissant une zone démilitarisée, à condition que la France se retire du Rwanda. Les partis gouvernementaux hors MRND acceptent mais cette concession est vue comme une trahison à la fois par le MRND mais aussi par certains représentants des autres partis. La sphère politique rwandaise se divise et ces clivages se retrouvent même au sein des partis. Ainsi, le MDR se divise profondément en plusieurs camps: un premier groupe reprenant les partisans d'une coalition avec le FPR contre le parti présidentiel (ligne défendue par Faustin Twagiramungu), un second groupe composé de ceux qui s'opposent à la fois au pouvoir en place et à l'arrivée du FPR par la force (voie proposée par Emmanuel Gapyisi) et un troisième groupe minoritaire de membres qui veulent en temps de guerre s'allier au MRND pour faire face aux attaques du FPR (ligne dite du Hutu Power).
Le premier ministre Dismas Nsengiyaremye tombe le 16 juin. Sur proposition de Faustin Twagiramungu, il est remplacé le 17 juillet par Agathe Uwilingiyimana,.
Les accords d'Arusha sont signés en août 1993, mais les deux forces principales sont le FPR et le front du refus conduit par le MRND. Les autres partis sont affaiblis par leur division.
L'armée française se retire fin 1993, conformément aux négociations d'Arusha, pour laisser l'ONU déployer au Rwanda une mission de paix, la MINUAR. Selon le lieutenant Ruzibiza, l'unité Charlie Mobile de la branche armée du FPR se livre à un massacre dans la nuit du 29 au 30 novembre 1993, dans la commune de Mutura. Pour faire croire à un massacre d'extrémistes hutus, une partie des victimes sont des tutsis[réf. nécessaire].
Un détachement de six cents soldats du FPR est autorisé par les accords d'Arusha à s'installer au CND (parlement rwandais). À la stupeur de la MINUAR qui craignait le pire lors de ce transfert, ce détachement est applaudi par la foule à son arrivée à Kigali le 28 décembre 1993. Cet accueil chaleureux est sans doute un écho des manifestations de 1992 dans les rues de Kigali.
La mise en œuvre de ces accords est retardée par le président Habyarimana, dont les alliés extrémistes de la CDR n'acceptent pas les termes. La mise en place du gouvernement à base élargie, dont Faustin Twagiramungu est le premier ministre désigné, est repoussé de mois en mois.

### Génocide (1994)
Le 6 avril 1994, l'avion du président Habyarimana est abattu alors qu'il s'apprêtait à atterrir à Kigali. Les membres modérés du gouvernement, dont la première ministre Agathe Uwilingiyimana, ainsi que des opposants, sont assassinés par la garde présidentielle dès le lendemain et un contingent de 10 paras belges de la Minuar sont désarmés par les forces armées rwandaises (FAR) et massacrés dans l'heure qui suit; un gouvernement intérimaire (composé uniquement des ultras pro-génocide des Tutsis) est mis en place dans l'enceinte même de l'Ambassade de France à Kigali, avec Jean Kambanda pour premier ministre. Le génocide, dirigé par ce gouvernement, dure jusqu'au 4 juillet 1994. Il fait 800 000 morts selon l'ONU et plus d'un million selon les autorités rwandaises.

## Après le génocide

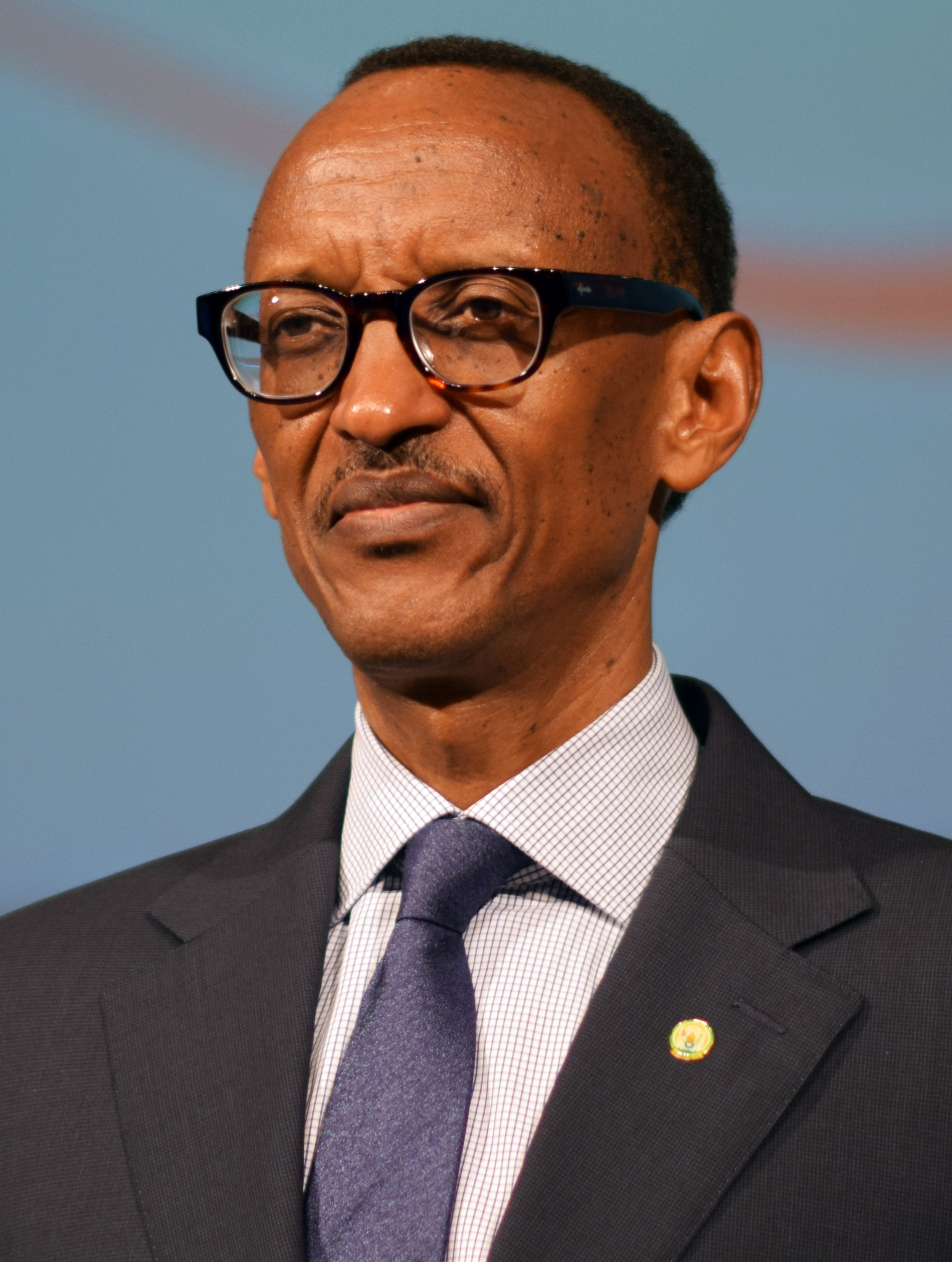
Paul Kagame

- 1994-2000 : présidence (par intérim) Pasteur Bizimungu (1950-)
- 2000- : présidences Paul Kagame (1957-)

### Période detransition politique(1994-2003)
Le 4 juillet 1994, le FPR prend la capitale, Kigali, et constitue le 19 juillet un gouvernement sur la base des accords d'Arusha, première étape de la reconstruction de l'État rwandais. Une période de transition politique est décrétée.
Le président de la République est un Hutu ayant rejoint le FPR, Pasteur Bizimungu. Homme d'affaires, administrateur de banque, il a occupé le poste de président directeur général de l'entreprise publique « Électro-Gaz » jusqu'au moment de sa fuite du Rwanda en 1990. Le Premier ministre est également d'origine Hutu, ainsi que plusieurs autres ministres, dont celui de la justice. Mais « l'homme fort » du Rwanda est le général major Paul Kagame, vice-président et ministre de la défense, cofondateur du FPR, ancien exilé Tutsi en Ouganda.
En 1995, le Premier ministre Faustin Twagiramungu démissionne. En 1998 il accuse le FPR d'avoir massacré 250 000 personnes.
L'un des problèmes les plus aigus après le génocide est de rendre la justice. Très vite ce sont 130 000 présumés génocidaires qui sont emprisonnés. Selon des associations humanitaires comme Amnesty International, les charges qui pèsent sur la majorité de ces détenus n'ont pas pu être vérifiées, les tribunaux étant débordés, et les droits de la défense ne peuvent être respectés dans ce contexte. Dans certains cas des avocats eux-mêmes génocidaires ont été inculpés. À la fin du génocide il ne restait qu'une petite dizaine de juges et l'administration judiciaire était complètement détruite. Beaucoup de rescapés vivent dans le voisinage des tueurs de leur famille. La question de la réconciliation est souvent mise en avant comme solution politique, très mal acceptée par les rescapés.
Le Tribunal pénal international pour le Rwanda est constitué par l'ONU fin 1994 par la résolution 955 du Conseil de sécurité.
Les forces génocidaires qui se sont repliées au Zaïre, anciennes FAR et milices interahamwe, se livrent à des infiltrations violentes dans le nord-ouest du Rwanda. En 1996, le Rwanda s'allie avec l'Ouganda et les rebelles de l'Est du Zaïre. Selon les opposants, le groupe d'expert de l'ONU chargé d'étudier cette question, des universitaires, l'ancien ministre congolais Honoré Ngbada Nzambo, Pierre Péan et Stephen Smith, l'argument sécuritaire n'est qu'un prétexte pour contrôler l'Est du Congo, où vivent les banyamulenge, congolais rwandophones, et dont une partie a été une province rwandaise avant la fixation des frontières, en 1896.
La coalition militaire conquiert le Zaïre, quatre-vingt-dix fois plus grand que le Rwanda, et renverse en 1997 son président, Mobutu Sese Seko (voir les articles Première guerre du Congo puis Deuxième guerre du Congo).
Après la prolongation de la période de transition, plusieurs changements de premiers ministres, la démission du président de l'assemblée nationale, Pasteur Bizimungu démissionne en 2000. Paul Kagame est élu président de la République par l'assemblée nationale de transition.
En 2002, l'armée rwandaise quitte officiellement la République démocratique du Congo (Zaïre de 1971 à 1997). Toutefois, dès le début de 2003, le troupes rwandaises envahissent de nouveau l'est de la RDC, et ne commencent à être évacuées que six mois plus tard, après l'envoi de casques bleus. Le 1er juin 2004, les troupes rwandaises et leurs alliés rwandophones occupent la ville de Bukavu, dans le sud du Kivu, mais, dès le 8 juin, les pressions de l'ONU contraignent les troupes à se retirer. Le mouvement RDC-Goma reste armé et soutenu par Kigali.
Malgré les immenses difficultés pour reconstruire le pays qui ont marqué la période de transition, la pression de la communauté internationale aidant, le pouvoir rwandais prépare une constitution et des élections au suffrage universel pour 2003. À tort ou à raison, la crainte manifestée par certains rescapés tutsi de voir le pouvoir à nouveau entre les mains de supposés proches des génocidaires est réveillée. Des intimidations de candidats et d'électeurs, afin qu'ils votent pour le pouvoir en place, sont remarquées.
En 2002, accusé de corruption, l'ancien président de la république, Pasteur Bizimungu, est arrêté et mis en prison. Il est accusé d'avoir constitué un parti politique d'opposition non autorisé par les accords d'Arusha (qui limitaient les partis à ceux qui les avaient signés), de malversations financières et d'avoir publié un article où il manipule les concepts « hutu/tutsi ». Il est condamné à quinze ans de prison. Des associations de défense des droits de l'homme, comme Amnesty International, voient en M. Bizimungu un « prisonnier d'opinion », incarcéré pour son opposition au président Kagame plutôt que pour les motifs officiellement invoqués. Le MDR, signataire des accords d'Arusha, accusé d'abriter en son sein un courant idéologique génocidaire, est dissous par les députés. Une association des droits de l'homme est aussi menacée pour les mêmes raisons. La rigueur qui paraissait excessive chez Paul Kagame est guidée par le fait que la paix intérieure du Rwanda demeurait très fragile à l'époque.
C'est dans ce climat de suspicion de « division » que se déroulent les élections en 2003.

### Consultations électorales (2003)

#### Constitution adoptée par référendum –26 mai 2003
Inspirée des principales constitutions occidentales, la constitution rwandaise laisse néanmoins une large place aux problèmes spécifiques du Rwanda post-génocide, inscrivant notamment dans la constitution le refus de l'ethnisme hérité du colonialisme et ayant conduit au génocide. Des opposants au FPR, des courants liés à l'ancien régime génocidaire, et des observateurs occidentaux y voient une hypocrisie visant à renforcer un pouvoir politique disposant d'une faible base ethnique et voulant de ce fait forcer la marche vers l'apparence d'une nation composée de citoyens débarrassés du concept ethnique. Elle crée aussi des outils juridiques pour favoriser la place des femmes dans la vie politique (art. 185 et 187). Selon Human Rights Watch, certaines dispositions de la Constitution de 2003 violent « le droit d'association, de libre expression et de représentation politique assurée par des élections libres ».

#### Élection présidentielle au suffrage universel –25 août 2003
Paul Kagame est élu président de la République avec 95 % des voix contre son principal opposant, Faustin Twagiramungu, du MDR dissous. Des membres du comité de soutien à Faustin Twagiramungu ont été arrêtés la veille du scrutin. Certains ont subi des violences avant d'être relâchés. Les observateurs de la communauté européenne ont émis des critiques, regrettant des pressions exercées sur le corps électoral, et ont constaté des fraudes, mais estiment qu'un pas important vers la démocratie a été franchi. Amnesty International et Human Rights Watch ont en revanche manifesté un grand scepticisme sur la démocratisation du Rwanda.

#### Élections législatives au suffrage universel –2 octobre 2003
Les députés favorables à Paul Kagame obtiennent la majorité des sièges.
Quarante-neuf pour cent des députés sont des femmes, ainsi qu'une très forte proportion de sénateurs et de ministres.

### Période post-électorale (2003-)

#### Mise en place desgacaca
Pour résoudre la difficulté de juger les nombreux prisonniers, qui attendent dans les prisons rwandaises l'idée germe d'adapter les gacaca, structures de justice traditionnelle (de agacaca, « petite herbe » ou « gazon » en kinyarwanda). On forme rapidement des personnes intègres pour présider ces tribunaux populaires. Pour désengorger les prisons, des prisonniers de certaines catégories sont relâchés, sans être amnistiés, avant de passer devant les gacaca. Ces décisions ravivent, dans la société rwandaise et la diaspora, les inquiétudes des rescapés qui craignent pour leur vie et le débat controversé sur la réconciliation, politiquement souhaitée, entre tueurs et rescapés.
Après plusieurs années de réflexions et de mises au point, le 15 janvier 2005, huit mille nouvelles juridictions « gacaca », (tribunaux populaires chargés de juger les auteurs présumés du génocide de 1994), entament la phase administrative de leur travail. Elles se rajoutent aux 750 « gacaca » pilotes mises en place depuis 2001. L'expérience des « gacaca » pilotes laisse penser qu'il y aurait au moins sept cent cinquante mille personnes, soit un quart de la population adulte, dénoncées et jugées par ces assemblées populaires.
Amnesty International estime que « cette volonté de traiter les affaires aussi rapidement que possible a accru la suspicion régnant sur l’équité du système. Certaines décisions rendues par les tribunaux gacaca faisaient douter de leur impartialité. » L'association souligne également que « Le 7 septembre 2005, Jean Léonard Ruganbage, du journal indépendant Umuco, a été arrêté à la suite de l’enquête qu’il avait menée sur l’appareil judiciaire et le gacaca ». Les autorités rwandaises estiment que ces critiques sont déplacées en rappelant que l'aide qu'elles avaient demandée à la communauté internationale pour juger les génocidaires a été gaspillée dans la mise en place d'un Tribunal pénal international, qui fut sa réponse à la demande rwandaise et qui n'a achevé en 2007 qu'une trentaine de jugements,.

#### Participation du Rwanda à la vie internationale
Plusieurs éléments montrent que le Rwanda a retrouvé après le génocide une ouverture sur la vie internationale. Le Rwanda est partie prenante des forces de l'Union africaine qui interviennent au Darfour. Donald Kaberuka, ancien ministre des finances rwandais, est élu Président de la Banque africaine de développement. Le Rwanda se porte candidat à l'adhésion au Commonwealth en 2007 et 2009, et remplace le français par l’anglais comme langue obligatoire à l’école, montrant ainsi qu'il souhaite se démarquer de l'influence française. Le dialogue avec les gouvernements français successifs est difficile. En 2009, le Rwanda est accepté comme membre, à la réunion des chefs de gouvernement du Commonwealth à Port-d'Espagne, à Trinité-et-Tobago. Par contre, en 2018, le dialogue avec la France reprend, et c'est une Rwandaise, Louise Mushikiwabo, qui est choisie comme présidente de l’Organisation internationale de la francophonie (OIF), en octobre 2018, lors du sommet de cette organisation à Erevan. Cette candidature est soutenue par la France. Les relations avec les pays voisins se pacifient. Ainsi en 2019, un accord est signé avec l'Ouganda après des mois de tensions, mais l'amélioration des relations est lente. Le Rwanda se rappoche également de la République démocratique du Congo, dont les forces militaires ont tué, en 2019, Sylvestre Mudacumura, chef du Front démocratique de libération du Rwanda (FDLR).

#### Politique intérieure
La veille de la commémoration du 7 avril 2007, l'ancien Président de la République, Pasteur Bizimungu, est gracié par le Président Paul Kagame. Cette incarcération était vivement contestée par des ONG qui y voyaient un prétexte pour écarter un éventuel rival politique. Pasteur Bizimungu avait en effet symbolisé une réconciliation possible entre Tutsi et Hutu après le génocide.
La peine de mort est abolie au Rwanda le 25 juillet 2007. Cette abolition était demandée par le Tribunal pénal international pour le Rwanda afin que, dans le cadre de la cessation de ses activités, prévue dans ses statuts en 2008 et 2010 pour la cour d'appel, il puisse transférer des détenus et des dossiers de présumés génocidaires au Rwanda,.
Par contre, en 2010, les opposants ont une marge de manœuvre très réduite. Ainsi, par exemple, l'opposante Victoire Ingabire, présidente des FDU-Inkingi (Forces démocratiques unies) est arrêtée pour négation du génocide, lorsqu'elle exprime la nécessité de réconciliation. Une loi de 2008 punit de dix à vingt-cinq ans de prison « l'idéologie du génocide », avec une formulation « rédigée en termes vagues et ambigus », selon Amnesty International, qui y voit un moyen de « museler de manière abusive la liberté d'expression ».
Le président du Parti Vert rwandais, Frank Habineza, fait également état de menaces. En octobre 2009, une réunion du Parti des Verts rwandais est violemment interrompue par la police Quelques semaines seulement avant les élections, le 14 juillet 2009, André Kagwa Rwisereka, le vice-président du Parti vert démocratique, est retrouvé mort, à Butare, au sud du Rwanda. Le climat interne est marqué  par des meurtres ou des arrestations de journalistes toujours selon Amnesty International.
L'analyse publique des politiques et pratiques du gouvernement est limitée au sein du pays par les limites de la liberté de la presse. En juin 2009, le journaliste du journal Umuvugizi Jean-Leonard Rugambage est abattu devant son domicile à Kigali. En juillet 2009, Agnes Nkusi Uwimana, rédactrice en chef du journal Umurabyo, est accusée d'« idéologie du génocide" ». À l'approche de l'élection présidentielle rwandaise de 2010, deux autres rédacteurs en chef de journaux sont contraints de quitter le Rwanda. Les Nations unies, l'Union européenne, les États-Unis, la France et l'Espagne expriment publiquement leurs préoccupations. Paul Kagame est réélu à cette élection présidentielle, avec plus de 93 % des suffrages exprimés.
En 2015, une révision de la Constitution, massivement approuvée par la population, permet potentiellement à Paul Kagame de diriger le pays jusqu'en 2034.
Une autre opposante, Diane Rwigara annonce son intention de se présenter à l'Élection présidentielle rwandaise de 2017. 72 heures plus tard, des photos d'elle dénudée sont divulguées, dans un but d'intimidation. Elle persiste dans sa candidature, mais cette candidature est invalidée le 7 juillet 2017, par la Commission électorale nationale,. Cette candidate semble disparaître fin août 2017, puis la police rwandaise annonce son arrestation, pour atteinte à la sureté de l’État. Début octobre, elle est inculpée, ainsi que sa mère et sa sœur, d’« incitation à l’insurrection ». Elle est libérée sous caution quelques mois plus tard en signe d'apaisement, et finalement acquittée par un tribunal de Kigali le 6 décembre 2018, ainsi que les co-accusés. Selon le jugement, « les charges retenues par l’accusation sont sans fondement ».

### Galerie de personnalités politiques
Liste des Premiers ministres du Rwanda (depuis 1994) :

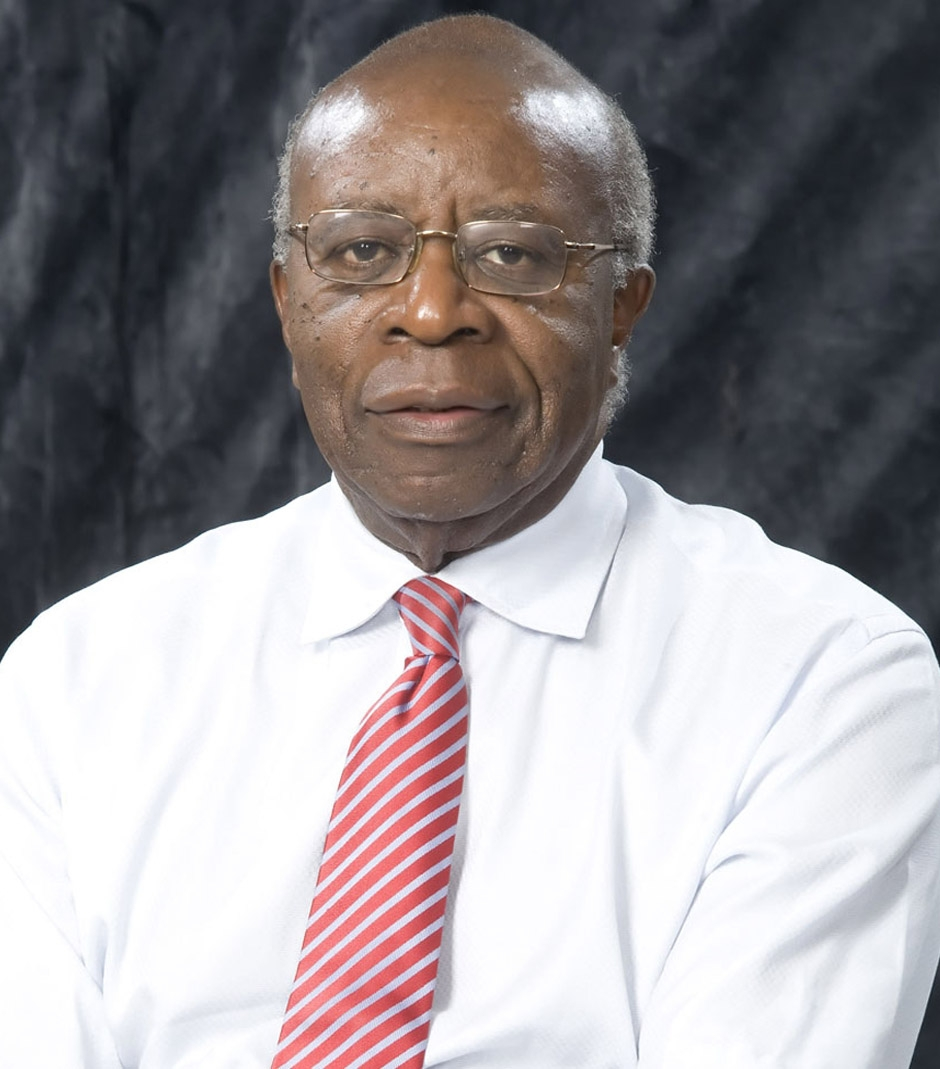
Faustin Twagiramungu 1994-1995
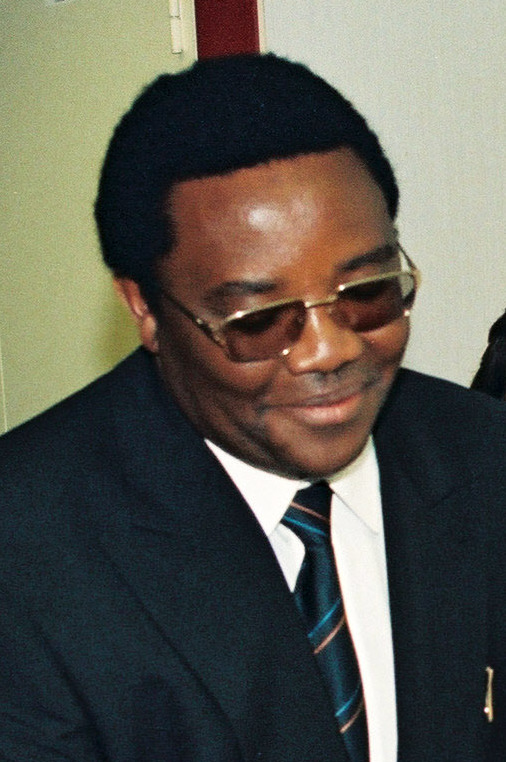
Pierre-Célestin Rwigema 1995-2000
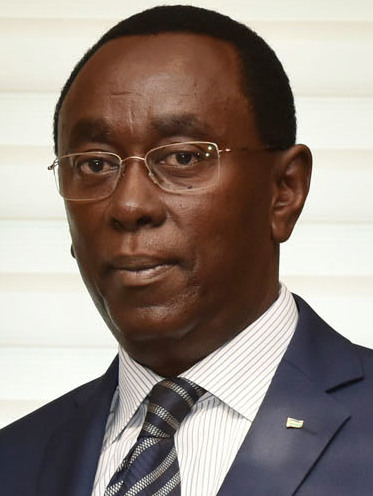
Bernard Makuza 2000-2011
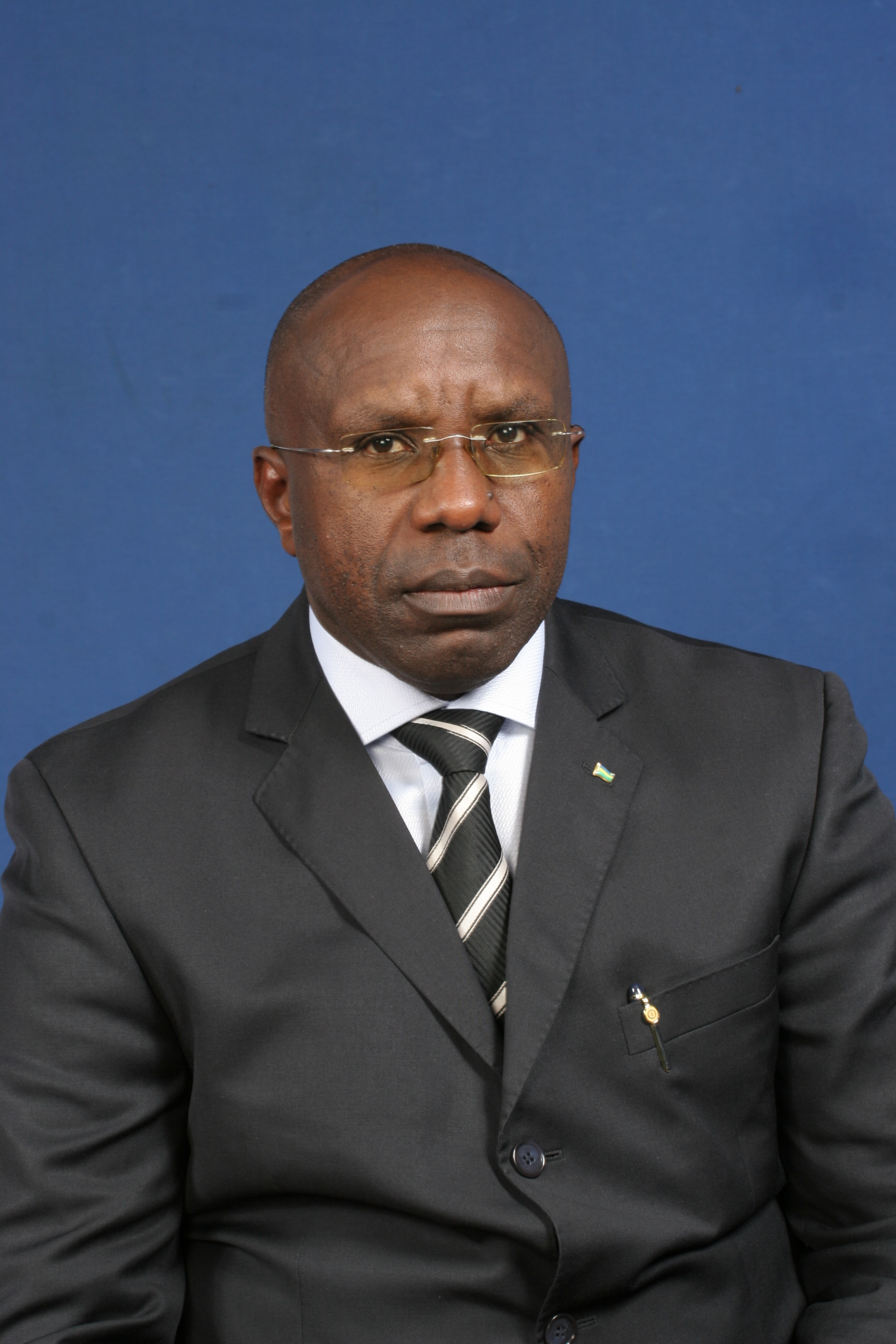
Pierre Habumuremyi 2011-2014
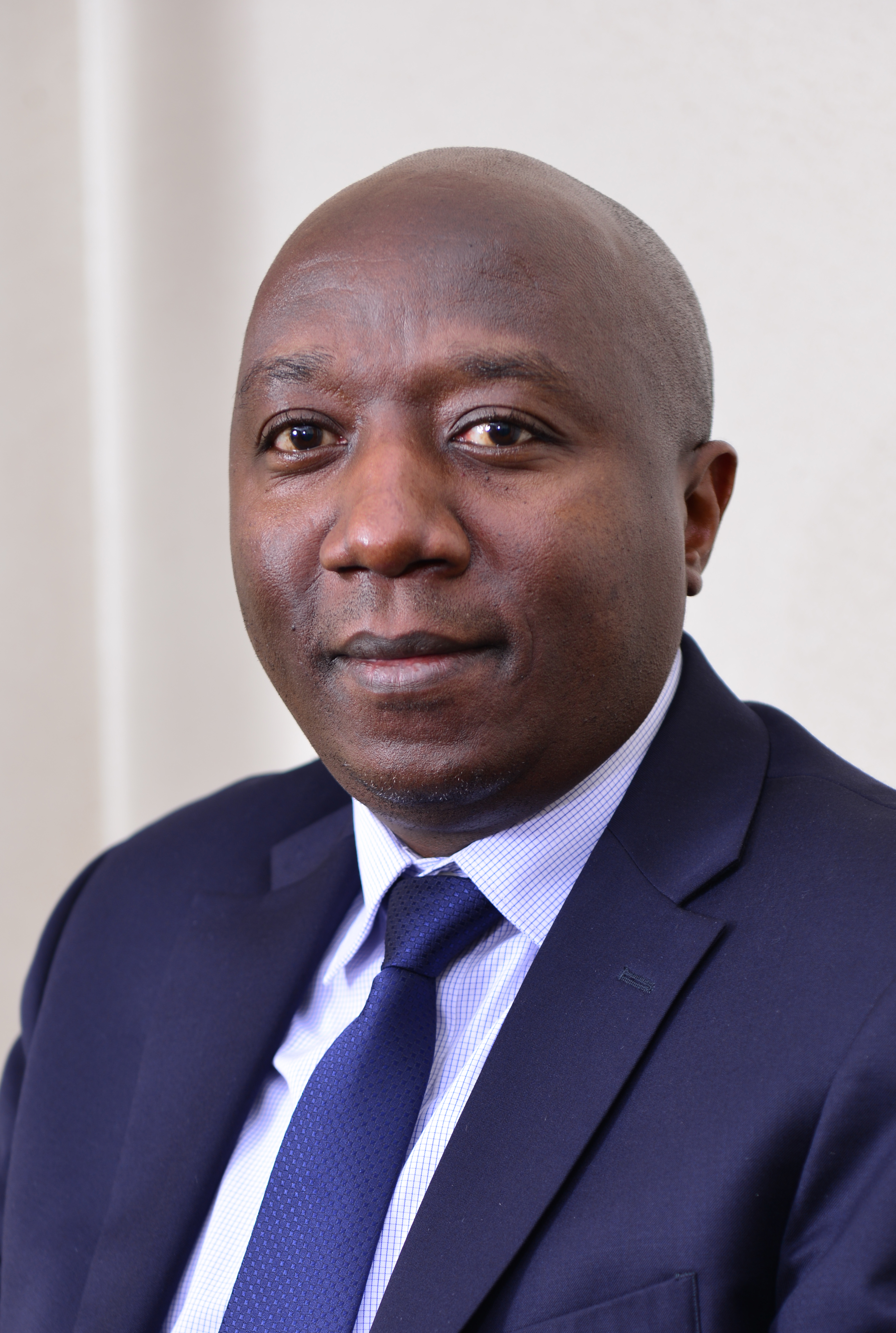
Édouard Ngirente 2017-2025

#### Autres
- Communauté économique des pays des Grands Lacs (1976)
- Communauté économique des États de l'Afrique centrale (1983)